# Agênia
Agênia ou Ageniaspis fusciolis é um inseto tipo himenóptero calcicídeo. As agênias cavam pequenos buracos na superfície da terra para fazerem seus ninhos locais onde depositam seus ovos. Quandos evoluídos para larvas, seu principal alimento são aranhas.